# 学古东山遗址
学古东山遗址，位于中国吉林省龙潭山区乌拉街镇内，为一个省级文物保护单位，类型为古遗址，公布时间为2007年5月31日。该文物保护单位由吉林市文物管理处管理。
学古东山遗址的历史年代为青铜—汉。